# Vilhelm 1. af Normandiet
Vilhelm Langsværd (fransk: Guillaume Longue-Épée, latin: Willermus Longa Spata, norrønt: Vilhjálmr Langaspjót) (død 17. december 942) var jarl af Normandiet fra 927 til 942.

## Liv
Hans far var Rollo og moderens navn var Poppa; den eneste sikre viden, vi har om hende, er, at hun var kristen og datter af en greve ved navn Berengar. Ifølge et planctus for ham blev Vilhelm døbt.:9 
Vilhelm efterfulgte sin fader omkring år 927, men i 933 hans styre blev mødt af oprør, da normannerne følte, han var blevet for fransk. Vilhelm udvidede territoriet med Cotentin-halvøen og flere andre områder. Han blev dog slået ihjel af Arnulf 1. af Flanderns mænd, da han forsøgte at slutte fred med Arnulf. Hans 10-årige søn Richard efterfulgte ham.